# The Whole of the Moon
 (octobre 2024).
La mise en forme du texte ne suit pas les recommandations de Wikipédia : il faut le « wikifier ».
Les points d'amélioration suivants sont les cas les plus fréquents. Le détail des points à revoir est peut-être précisé sur la page de discussion.
- Les titres sont pré-formatés par le logiciel. Ils ne sont ni en capitales, ni en gras.
- Le texte ne doit pas être écrit en capitales (les noms de famille non plus), ni en gras, ni en italique, ni en « petit »…
- Le gras n'est utilisé que pour surligner le titre de l'article dans l'introduction, une seule fois.
- L'italique est rarement utilisé : mots en langue étrangère, titres d'œuvres, noms de bateaux, etc.
- Les citations ne sont pas en italique mais en corps de texte normal. Elles sont entourées par des guillemets français : « et ».
- Les listes à puces sont à éviter, des paragraphes rédigés étant largement préférés. Les tableaux sont à réserver à la présentation de données structurées (résultats, etc.).
- Les appels de note de bas de page (petits chiffres en exposant, introduits par l'outil «  Source ») sont à placer entre la fin de phrase et le point final[comme ça].
- Les liens internes (vers d'autres articles de Wikipédia) sont à choisir avec parcimonie. Créez des liens vers des articles approfondissant le sujet. Les termes génériques sans rapport avec le sujet sont à éviter, ainsi que les répétitions de liens vers un même terme.
- Les liens externes sont à placer uniquement dans une section « Liens externes », à la fin de l'article. Ces liens sont à choisir avec parcimonie suivant les règles définies. Si un lien sert de source à l'article, son insertion dans le texte est à faire par les notes de bas de page.
- La présentation des références doit suivre les conventions bibliographiques. Il est recommandé d'utiliser les modèles {{Ouvrage}}, {{Chapitre}}, {{Article}}, {{Lien web}} et/ou {{Bibliographie}}. Le mode d'édition visuel peut mettre en forme automatiquement les références.
- Insérer une infobox (cadre d'informations à droite) n'est pas obligatoire pour parachever la mise en page.

Pour une aide détaillée, merci de consulter Aide:Wikification.
Si vous pensez que ces points ont été résolus, vous pouvez retirer ce bandeau et améliorer la mise en forme d'un autre article.
Singles de The Waterboys
The Big Music
(1984) Don't Bang the Drum"
(1985)
The Whole of the Moon est une chanson du groupe de musique écossais the Waterboys, publiée comme simple de leur album This Is the Sea en octobre 1985. C'est un des grands classiques du répertoire du groupe, qu'ils ont toujours joué à diverses reprises lors de leurs concerts. Écrit et produit par le leader du groupe Mike Scott, le thème de la chanson a toujours laissé place à l'interprétation.
Le simple n'a pas été en soi un grand succès en 1985, n'atteignant pas les sommets des classements, mais fut quand même classé 12ème en Australie. Mais il s'est avéré avec les années être l'une des chansons les plus connues du groupe, et leur plus important succès commercial. Elle remporta le Ivor Novello Award winner "Best Song Musically and Lyrically" en 1991,. Lors de sa ressortie en mars 1991, elle atteignit la troisième position des classements au Royaume-Uni.

## Paroles
Les paroles de la chanson ont toujours suscité des débats quant à leur objet. Certaines analyses ont été réfutées par le chanteur. La chanson débuta en un "griffonnage au dos d'une enveloppe dans une rue de New York en hiver", après qu'une amie lui ait demandé à si c'était difficile d'écrire une chanson. Scott ajouta davantage de paroles à la chanson de retour à son hôtel puis de retour à Londres. Mais surtout après la question de son amie, il écrivit sur ce qu’il voyait en regardant le ciel.
Comme le premier simple des Waterboys "A Girl Called Johnny", la chanson est un hommage à une ou plusieurs personnalités inspirantes. À chaque phrase, le chanteur décrit l'une de ses propres perspectives, et immédiatement après celle plus ample de la personne visée dans la chanson, résumant cette différence dans le couplet "I saw the crescent / You saw the whole of the moon" (J'ai vu le croissant / Tu as vu la lune entière).
AllMusic suggère cependant que plusieurs inspirèrent Scott pour la chanson, dont l´écrivain C. S. Lewis et le musicien Prince. Scott lui-même indique qu´il n´aurait pas pu écrire la chanson sans avoir lu la nouvelle de Mark Helprin Winter's Tale (en), mais admet que la chanson n´est pas à propos de Helprin. Les FAQ du site officiel des Waterboys expliquent que le sujet de la chanson était plusieurs personnes dont C. S. Lewis, mais indiquait clairement que Prince n´était pas concerné. Le musicien Nikki Sudden, avec qui Scott a collaboré avant de former les Waterboys, a dit que la chanson a été écrite par rapport à lui. Lors d´une interview en 2002, Scott a démenti que Sudden ou Prince soient le sujet de la chanson : il dit avoir écrit un message "au label indiquant  'Pour Prince, tu as vu la lune entière'" comme une référence à des discussions entre lui et Karl Wallinger à propos d´un son inspiré de Prince quand ils enregistrèrent la chanson. Il expliqua :
«  The Whole of the Moon est à propos de quelqu'un comme CS Lewis, qui semble voir tant de choses et investigue davantage que la plupart des gens, ou ce pourrait être quelqu'un comme Jimi Hendrix qui arrive comme une comète, et trace une voie, et qui est parti trop tôt, mais pas à propos de quelqu'un en particulier »
.

## Musique
Les membres du groupe étaient à l'époque Mike Scott, Anthony Thistlethwaite, Karl Wallinger, et Roddy Lorimer. Le batteur Kevin Wilkinson venait de quitter le groupe à l'époque de l'enregistrement de "The Whole of the Moon", et la batterie fut jouée par un musicien de sessions, Chris Whitten. Toujours sous forme de démo au début des sessions d'enregistrement, la chanson fut terminée en mai 1985.
Scott composa la partie piano de la chanson, qu'il décrit comme « un rythme improvisé avec un doigt, et trois autres en jouant un autre », lors d'un retour de New-York vers le Royaume-Uni.
Une particularité de The Whole of the Moon est le travail sur la trompette lors de l'enregistrement, que l'on doit à Lorimer et sa formation en musique classique. Scott souhaitait avoir des trompettes pour avoir un effet similaire à celui des bugles dans le Penny Lane des Beatles : "comme des rayons de soleil perçant les nuages". Lorimer passa trois jours avec Scott sur les arrangements de la chanson et "retourna à la maison avec un enregistrement de la chanson et envisagea une approche plus classique. Après quelque temps assis devant mon piano, je songeais à ajouter des trompettes antiphoniques. Une trompette piccolo à gauche répondait à un piccolo à droite, et ainsi de suite, en montant en ajoutant une trompette en Si bémol de part et d'autre du tableau stéréo. Mike adora cela, à l'exception des accords jazzy que j'ai utilisé à la descente à la fin, qu'il simplifia. J'ai utilisé la même approche classique plus loin dans la chanson, mélangeant deux trompettes classique dans un autre vers".
Lorimer contribua aussi à la voix de fond falsetto, alors que Thistlethwaite, un autre membre de la section de cuivres, joue un solo de saxophone à la fin de la chanson, débutant après un son simulant une explosion réalisé par un écho ajouté à un feu d'artifice. Des percussions de Martin Ditcham furent ajoutées, que Scott décrit comme "un sac de choses bizarres qu'il a frotté ou secoué". Wallinger joua du synthétiseur, des la basse synthétique et des chœurs : Scott dit lui avoir demandé de jouer une ligne de synthétiseur à la façon de celle d'une chanson de Prince, "1999". Une autre mélodie de quatre notes fut aussi inspirée d'une autre chanson de Prince, Paisley Park. Scott déclara à Number One en 1985, "Quand nous écrivîmes et enregistrèrent la chanson, nous voulions que cela sonne exactement comme du Prince. Ses disques étaient positifs, et nous adorions cela". D'autres voix ont été apportées par Max Edie.

## Sorties
The Whole of the Moon sortit en premier le 14 octobre 1985 comme 45 tours et maxi 45 tours et atteint la 26e place du UK Singles Chart. Elle sortit sous les mêmes format, ainsi que cassète et CD, le 25 mars 1991, et fut inclus dans la compilation du groupe The Best of the Waterboys 81–90, sortie le 25 avril 1991. La ressortie de la chanson, qui atteint la 3ème place du UK Singles Chart, reçut le Ivor Novello Award en tant "Meilleur chanson pour la musiue et la composition" en 1991.
Les sorties de 1991 de The Whole of the Moon et The Best of the Waterboys 81–90 étaient une tentative de relancer les ventes de disque à la hauteur de la réputation du groupe. Une enquête de Chrysalis auprès des personnes achetant les disques a conclu que 11 % de ceux-ci se considéraient comme fans des Waterboys, mais que seuls 1 % avaient un de leurs simples ou albums. The Whole of the Moon fut en partie choisi comme simple à ressortir car c'était devenu une chanson à danser à la fin des années 1980. Chrysalis choisi de faire la promotion de la chanson via les vendeurs davantage que via les radios, pensant que celles-ci "se méfieraient d'une réédition". Des accords furent pris avec les disquaires, et la stratégie marketing comprenait notamment des publicités dans les journaux et des posters. Cependant, la chanson gagna en popularité en étant largement jouée au Royaume uni et en Europe. Au Royaume uni, elle atteint la 3ème place du classement Music & Media  des chansons les plus diffusées sur les stations de la BBC et d'autres médias indépendants. Elle atteint également la 22ème place sur le classement  Music & Media European Airplay Top 50 chart.
En incluant le remastering de l'album en 2004, la chanson a été officiellement publiée à quatre reprises sur des albums des Waterboys : 
- This Is the Sea (1985)
- Greenpeace Rainbow Warriors 2 CD Set  (1989)
- The Best of The Waterboys 81–90 (1991)
- The Whole of the Moon: The Music of Mike Scott and the Waterboys (1998)
- This Is the Sea - special remastered 2CD edition (2004)
- Karma to Burn (live) (2005)

"The Whole of the Moon" reste l'une des chansons les plus populaires et rentables des Waterboys. Scott estime à propos du succès de la chanson au travers des années "Je pense que la mélodie est intemporelle et que les paroles ont de la signification pour les gens. Si des paroles sont sincères au moment où elles ont été écrites, elles le sont toujours aujourd'hui. 'The Whole of the Moon' a toujours de la signification pour moi, et c'est une de mes vieilles chansons que je ne me lasse jamais d'entendre ou de jouer".

## Vidéo
La vidéo de la chanson fut dirigée par Meiert Avis (en) pour Midnight Films. Elle fut filmée au Lyceum Theatre à Londres] en novembre 1985. Scott chante sur une version enrichie du disque, où ont été ajoutés flûte et guitare acoustique enregistrées aux Studios Wessex de Londres. Lu Edmonds de Public Image Ltd. mime la basse dans la vidéo. Steve Wickham, qui rejoignit les Waterboys peu après la sortie de This Is the Sea, enregistra sa partie de violon pour avoir une "partie authentique" dans la vidéo. La vidéo fut abondemment diffusée sur Music Box et MTV,.

## Réponse critique
Lors de sa sortie en 1985, Roger Morton du Record Mirror et "devraient apporter de l'eau tant à vos yeux qu'à votre bouche". Il jugea que Scot sonnait "comme un croisement entre" Bob Dylan et Cat Stevens. Jerry Smith du Music Week vanta "The Whole of the Moon" comme un "morceau dont se souvenir" qui "devrait leur donner leur premier grand succès". Richard Bryson du Suffolk & Essex Free Press décrivit la chanson comme "curieusement interpellante". Il nota son potentiel commercial, mais ajouta "il y a quelque chose d'insaisissable au cœur de cet enregistrement". Dans un article consacré à la réédition de 1991, Paul Lester, écrivant pour le  Melody Maker, le célébra comme "le meilleur simple d'octobre 1985".

## Liste des pistes
| 7-inch single 1. "The Whole of the Moon" – 4:58 2. "Medicine Jack" – 4:10 12-inch single 1. "The Whole of the Moon" – 5:42 2. "Spirit" (full version) – 4:15 3. "Medicine Jack" – 4:10 4. "The Girl in the Swing" (live) – 4:51 | 7-inch and cassette single 1. "The Whole of the Moon" – 4:58 2. "A Golden Age" – 4:02 12-inch and CD single 1. "The Whole of the Moon" – 4:58 2. "A Golden Age" (Medley: "A Golden Age"/"Higher in Time"/"High Far Soon"/"Soon As I Get Home") – 12:03 |

## Personnel
- Max Edie – choriste
- Chris Whitten – batterie, percussion
- Martin Ditcham – percussion
- Anthony Thistlethwaite – saxophone
- Karl Wallinger – synthesizer, Basse (synthesizer), choriste
- Roddy Lorimer – trompette
- Mike Scott – chant, piano, guitar
- Mick Glossop - mixing

## Reprises
The Whole of the Moon fut repris par Jennifer Warnes sur son album de 1992 The Hunter, par Mandy Moore sur son album de 1993 Coverage, par Human Drama sur la compilation New Wave Goes to Hell, par le chanteur folk Peter Mulvey sur son album de 1995 Rapture, par Terry Reid sur son album The Driver et par Susan McFadden sur l'album de Celtic Woman Destiny. Steve Hogarth de Marillion l'a inclus dans son set solo "h natural". C'est aussi un hit sur la scène dance des Baléares dans les années 1980, apparaissant dans de nombreuses compilations.
Prince reprit la chanson au Ronnie Scott's Jazz Club au cours de sa tournée de 2014 Hit & Run, et de nouveau aux Paisley Park Studios lors d'un "Dance Rally" pour la paix en mai 2015. « Il est si strict contre les personnes qui filment des concerts avec leur téléphone, il n' y a pas eu de publication sur YouTube », se plaignit Mike Scott. "Cependant, je comprends que ce fut une performance solo voix et piano. Les gars, j'aurai voulu entendre cela !".
Mike Scott inclura une version solo en concert sur son simple de 1995 Building the City of Light.
U2 l'utilisèrent comme chanson d'introduction lors de leurs concerts The Joshua Tree Tours 2017 et 2019. Scott déclara que la version de U2 "qu'il jouèrent en medley avec 'Where the Streets Have No Name' sur une de leurs tournées, il y a peut être 10 ans, était une façon très cool de faire passer l'info que les deux chansons avaient une structure proche. On me dit qu'ils continuent de la jouer avant leurs Joshua Tree tours, et c'est aussi très cool. Ils doivent penser que cela plante le décor, et ça me va".
Fiona Apple enregistra la chanson en 2019, qui apparut en finale de la série télévisée The Affair.
Le groupe électronique Little Caesar sortit une version dance du morceau en 1990. Elle atteint la 68e place dans le classement UK Singles Chart.
Bryan Ewald (de Starbelly, Jarflys...) sortit une version en 2021, où il jouait de tous les instruments.
Dans l'épisode Hell de la série Father Ted, Father Noel Furlong (Graham Norton) en chante une version assez agressive avec un groupe de jeune dans une caravane.
The Killers reprend à plusieurs reprises la chanson en concert en 2018 et 2023, dont une fois en septembre 2023 à Édimbourg avec Mike Scott au chant[réf. nécessaire].